# Ковригино (Наро-Фоминский район)
Ковригино — деревня в Наро-Фоминском районе Московской области, входит в состав сельского поселения Волчёнковское. Численность постоянного населения по Всероссийской переписи 2010 года — 18 человек. До 2006 года Ковригино входило в состав Афанасьевского сельского округа.
Деревня расположена в юго-западной части района, по левому берегу реки Протва, в 400 м от юго-восточной окраины города Верея, высота центра над уровнем моря 164 м. Ближайшие населённые пункты — Пафнутовка в 0,7 км на юго-запад и Волчёнки в 1,2 км на юго-восток.